# Клейн, Джордж
Джордж Клейн (англ. George Kleine; 1864 — 8 июня 1931, Лос-Анджелес, Калифорния) — американский продюсер, один из основоположником американского кинематографа.
В 1907 году совместно с Сэмюэлем Лонгом и Фрэнком Дж. Марионом основал в Нью-Йорке кинокомпанию «Kalem». Название кинокомпании дано по первым буквам фамилий основателей: K, L, и M.
Его отец Чарльз торговал в Нью-Йорке оптическими приборами. Джордж начал работать в семейной фирме и в 1893 году переехал в Чикаго, где основал «Kleine Optical Company». В 1896 году компания начала продавать оборудование для киносъемок и в 1899 году заключила эксклюзивное соглашение с Томасом Эдисоном о продаже своего оборудования для съемок фильмов в Чикаго.
С 1903 года он начал распространять фильмы киностудии «Biograph Studios», а также фильмы европейских производителей, став таким образом одним из первых предпринимателей, передававших фильмы для проката кинотеатрам. В 1908 году был вовлечен в спор с Эдисоном относительно прав обладания на патенты в кинематографе, который завершился созданием Motion Picture Patents Company. Вышел в отставку в 1928 году.